# Гордієвська сільська рада
Горді́євська сільська рада (рос. Гордеевский сельский совет) — сільське поселення у складі Троїцького району Алтайського краю Росії.
Адміністративний центр — селище Гордієвський.

## Історія
Селище Роздольний було ліквідовано 2012 року.

## Населення
Населення — 1600 осіб (2019; 1798 в 2010, 2224 у 2002).

## Склад
До складу сільської ради входять:
| Населений пункт      | Населення, осіб (2002) | Населення, осіб (2010) |
| -------------------- | ---------------------- | ---------------------- |
| Гордієвський, селище | 1492                   | 1333                   |
| Клюквенний, селище   | 169                    | 61                     |
| Октябрський, селище  | 518                    | 404                    |
| Роздольний, селище   | 25                     | 0                      |